# Anthony Smith
Anthony Smith (født 20. september 1983) er en tidligere amerikansk fodbold-spiller fra USA, der spillede seks sæsoner i NFL. Han spillede positionen safety.